# Élections législatives de 1881 en Charente-Inférieure
Les élections législatives de 1881 ont eu lieu les 21 août et 4 septembre 1881.

## Députés élus
|   | Circonscription     | Député sortant            |  | Groupe parlementaire | Député élu           |  | Groupe parlementaire |
| - | ------------------- | ------------------------- |  | -------------------- | -------------------- |  | -------------------- |
| 1 | Jonzac              | René-Pierre Eschassériaux |  | Appel au peuple      | Eugène Eschassériaux |  | Appel au peuple      |
| 2 | Marennes            | Frédéric Mestreau         |  | Gauche républicaine  | Frédéric Mestreau    |  | Gauche républicaine  |
| 3 | Rochefort           | Paul Bethmont             |  | Centre gauche        | Paul Bethmont        |  | Centre gauche        |
| 4 | La Rochelle         | Charles Fournier          |  | Appel au peuple      | Pierre Barbedette    |  | Union républicaine   |
| 5 | 1re de Saintes      | Eugène Eschassériaux      |  | Appel au peuple      | Eugène Bisseuil      |  | Gauche républicaine  |
| 6 | 2e de Saintes       | Eugène Jolibois           |  | Appel au peuple      | Eugène Jolibois      |  | Appel au peuple      |
| 7 | Saint-Jean d'Angély | Louis Roy de Loulay       |  | Appel au peuple      | Louis Roy de Loulay  |  | Appel au peuple      |

## Résultats à l'échelle du département
| Partis         | Partis                     | Premier tour | Premier tour | Sièges |
| Partis         | Partis                     | Voix         | %            | Sièges |
| -------------- | -------------------------- | ------------ | ------------ | ------ |
|                | Républicains modérés       | 53 904       | 54,67        | 3      |
|                | Bonapartistes              | 35 065       | 35,36        | 3      |
|                | Républicains conservateurs | 7 706        | 7,82         | 1      |
|                | Candidats ouvriers         | 1 923        | 1,95         | 0      |
|                |                            |              |              |        |
| Inscrits       | Inscrits                   | 144 539      | 100,00       | 7      |
| Votants        | Votants                    | 103 627      | 71,69        |        |
| Abstentions    | Abstentions                | 40 912       | 28,31        |        |
| Blancs et nuls | Blancs et nuls             | 5 029        | 4,85         |        |
| Exprimés       | Exprimés                   | 98 598       | 95,15        |        |

## Résultats par arrondissement

### Arrondissement de Jonzac
| Candidats      | Candidats            | Étiquette          | Premier tour | Premier tour |
| Candidats      | Candidats            | Étiquette          | Voix         | %            |
| -------------- | -------------------- | ------------------ | ------------ | ------------ |
|                | Eugène Eschassériaux | Bonapartiste       | 9 790        | 51,26        |
|                | Eutrope Dupon        | Républicain modéré | 9 308        | 48,74        |
|                |                      |                    |              |              |
| Inscrits       | Inscrits             | Inscrits           | 25 126       | 100,00       |
| Votants        | Votants              | Votants            | 19 346       | 77,00        |
| Abstention     | Abstention           | Abstention         | 5 780        | 23,00        |
| Blancs et nuls | Blancs et nuls       | Blancs et nuls     | 248          | 1,28         |
| Exprimés       | Exprimés             | Exprimés           | 19 098       | 98,72        |

### Arrondissement de Marennes
| Candidats      | Candidats         | Étiquette          | Premier tour | Premier tour |
| Candidats      | Candidats         | Étiquette          | Voix         | %            |
| -------------- | ----------------- | ------------------ | ------------ | ------------ |
|                | Frédéric Mestreau | Républicain modéré | 7 886        | 100,00       |
|                |                   |                    |              |              |
| Inscrits       | Inscrits          | Inscrits           | 16 069       | 100,00       |
| Votants        | Votants           | Votants            | 9 297        | 57,86        |
| Abstention     | Abstention        | Abstention         | 6 772        | 42,14        |
| Blancs et nuls | Blancs et nuls    | Blancs et nuls     | 1 411        | 15,18        |
| Exprimés       | Exprimés          | Exprimés           | 7 886        | 84,82        |

### Arrondissement de Rochefort
| Candidats      | Candidats      | Étiquette                | Premier tour | Premier tour |
| Candidats      | Candidats      | Étiquette                | Voix         | %            |
| -------------- | -------------- | ------------------------ | ------------ | ------------ |
|                | Paul Bethmont  | Républicain conservateur | 7 706        | 80,03        |
|                | Capoulun       | Ouvrier                  | 1 923        | 19,97        |
|                |                |                          |              |              |
| Inscrits       | Inscrits       | Inscrits                 | 19 221       | 100,00       |
| Votants        | Votants        | Votants                  | 10 635       | 55,33        |
| Abstention     | Abstention     | Abstention               | 8 586        | 44,67        |
| Blancs et nuls | Blancs et nuls | Blancs et nuls           | 1 006        | 9,46         |
| Exprimés       | Exprimés       | Exprimés                 | 9 629        | 90,54        |

### Arrondissement de La Rochelle
| Candidats      | Candidats         | Étiquette          | Premier tour | Premier tour |
| Candidats      | Candidats         | Étiquette          | Voix         | %            |
| -------------- | ----------------- | ------------------ | ------------ | ------------ |
|                | Pierre Barbedette | Républicain modéré | 11 495       | 100,00       |
|                |                   |                    |              |              |
| Inscrits       | Inscrits          | Inscrits           | 23 506       | 100,00       |
| Votants        | Votants           | Votants            | 13 581       | 57,78        |
| Abstention     | Abstention        | Abstention         | 9 925        | 42,22        |
| Blancs et nuls | Blancs et nuls    | Blancs et nuls     | 2 086        | 15,36        |
| Exprimés       | Exprimés          | Exprimés           | 11 495       | 84,64        |

### Arrondissement de Saintes

#### 1recirconscription
| Candidats      | Candidats       | Étiquette          | Premier tour | Premier tour |
| Candidats      | Candidats       | Étiquette          | Voix         | %            |
| -------------- | --------------- | ------------------ | ------------ | ------------ |
|                | Eugène Bisseuil | Républicain modéré | 6 686        | 52,73        |
|                | D'Aussy         | Bonapartiste       | 5 994        | 47,27        |
|                |                 |                    |              |              |
| Inscrits       | Inscrits        | Inscrits           | 15 768       | 100,00       |
| Votants        | Votants         | Votants            | 12 744       | 80, 82       |
| Abstention     | Abstention      | Abstention         | 3 024        | 19,18        |
| Blancs et nuls | Blancs et nuls  | Blancs et nuls     | 64           | 0,50         |
| Exprimés       | Exprimés        | Exprimés           | 12 680       | 99,50        |

#### 2ecirconscription
| Candidats      | Candidats       | Étiquette          | Premier tour | Premier tour |
| Candidats      | Candidats       | Étiquette          | Voix         | %            |
| -------------- | --------------- | ------------------ | ------------ | ------------ |
|                | Eugène Jolibois | Bonapartiste       | 7 486        | 51,95        |
|                | Émiles Combes   | Républicain modéré | 6 924        | 48,05        |
|                |                 |                    |              |              |
| Inscrits       | Inscrits        | Inscrits           | 17 639       | 100,00       |
| Votants        | Votants         | Votants            | 14 523       | 82,33        |
| Abstention     | Abstention      | Abstention         | 3 116        | 17,67        |
| Blancs et nuls | Blancs et nuls  | Blancs et nuls     | 113          | 0,78         |
| Exprimés       | Exprimés        | Exprimés           | 14 410       | 99,22        |

### Arrondissement de Saint-Jean d'Angély
| Candidats      | Candidats           | Étiquette          | Premier tour | Premier tour |
| Candidats      | Candidats           | Étiquette          | Voix         | %            |
| -------------- | ------------------- | ------------------ | ------------ | ------------ |
|                | Louis Roy de Loulay | Bonapartiste       | 11 795       | 50,41        |
|                | Lair                | Républicain modéré | 11 605       | 49,59        |
|                |                     |                    |              |              |
| Inscrits       | Inscrits            | Inscrits           | 27 210       | 100,00       |
| Votants        | Votants             | Votants            | 23 501       | 86,37        |
| Abstention     | Abstention          | Abstention         | 3 709        | 13,63        |
| Blancs et nuls | Blancs et nuls      | Blancs et nuls     | 101          | 0,43         |
| Exprimés       | Exprimés            | Exprimés           | 23 400       | 99,57        |